# Vicki Schreck
Vicki Schreck, född 14 november 1961 i Los Angeles, Kalifornien, är en amerikansk skådespelerska.
Vicki Schreck är mest känd för rollen som Jessie Macahan i TV-serien Familjen Macahan.

## Fotnoter
1. ↑  Internet Movie Database, IMDb-ID: nm0775188co0047972, läst: 11 juli 2016.[källa från Wikidata]
2. ↑  Česko-Slovenská filmová databáze, 2001, ČSFD person-ID: 368352.[källa från Wikidata]